# Aleš Slanina
Aleš Slanina (* 23. ledna 1986 Klatovy) je český divadelní a televizní herec, dabér a zpěvák.

## Herecká kariéra
První taneční zkušenosti získal ve folklorním souboru Púčik a také v Divadelním studiu „V“. Je absolventem hudebně-dramatického oboru brněnské konzervatoře, poté v roce 2010 vystudoval muzikálové herectví na Divadelní fakultě Janáčkovy akademie múzických umění v Brně.
Od 1. srpna 2010 je stálým členem Městského divadla Brno, s nímž spolupracoval v menších rolích již od svých 14 let (roku 2001). Později dostával i významnější role, ale jeho doposud nejvýznamnější je Mozart ve stejnojmenném muzikálu, uváděném od září 2009 na Hudební scéně MdB v režii Stana Slováka. Dále hrál např. jako Dafné v Někdo to rád horké, Kornelius Hackel v Hello, Dolly!, Rozumbrad v muzikálu Kočky nebo Jimmy ve Flashdance. Za roli Rozumbrady v muzikálu Kočky byl nominován na cenu Thálie.
Sedmkrát byl za své výkony v MdB odměněn cenou diváků Křídla. Hostoval i v Národním divadle Brno, Divadle Radost nebo Hudebním divadle v Karlíně. V Divadle Hybernia ztvárnil Mercucia v muzikálu Romeo a Julie francouzského skladatele Gérarda Presgurvice a titulní postavu Ferdy v muzikálu Ferda Mravenec.
Objevil se v televizních seriálech Četnické humoresky, Černí baroni, Letiště, Kancl, Hlava Medúzy, Labyrint, Modrý kód, Kriminálka Anděl a Ulice.

## Role vMěstském divadle Brno
- Isachar – Josef a jeho úžasný pestrobarevný plášť
- Fernand de Champlatreux – Mam´zelle Nitouche
- Princ – Sněhurka a sedm trpaslíků
- Company, Kornelius Hackel, hlavní příručí – Hello, Dolly!
- Fred Casely – Chicago
- Puk – Sny svatojánských nocí
- Gustav – Kráska a zvíře
- Brujon – Les Misérables (Bídníci)
- Wolfgang Mozart – Mozart!
- Mickey – Pokrevní bratři
- Nick Arnstein – Funny Girl
- Rozumbrad – Cats
- Ernst – Probuzení jara
- Spider – Jekyll & Hyde
- Jerry (Dafne) – Sugar! (Někdo to rád horké)
- Pavel – Divá Bára
- Anastasius – Papežka
- Puk – Sny svatojánských nocí
- Jimmy – Flashdance (muzikál)
- Konferenciér – Očistec
- Graziano – Benátský kupec
- Diego – Don Juan
- Sam – Duch
- Pešek Hlavně, číšník císařův – Noc na Karlštejně
- Louis Stevenson, Dr. Livesey, Ben Gunn – Ostrov pokladů
- James B. – Bítls
- Sir Galahad – Monty Python´s Spamalot
- Picl – Pro nic za nic
- Baron Felix von Gaigern – Grand Hotel
- Erik Blum – Bella Figura
- Mikeš – O statečném kováři
- Vlk – Sněhurka a já
- Šáh – Medicus
- Gabe – První rande
- Eskamotér – Matilda
- Jindřich z Lipé – Eliška/Rejčka
- Edward Bloom – Big Fish (Velká ryba)
- Henry Perkins – Prachy!
- Jindřich Prokop, Alenin a Kšandův otec, strážník – Šakalí léta